# Claude Pradille
Claude Pradille est un homme politique français, membre du parti socialiste, né le 29 juillet 1942.

## Biographie
Sorti à 20 ans du lycée Dhuoda de Nîmes, en 1962, Claude Pradille se lance alors dans la restauration. Il est très tôt élu local de Sauve, son village d'origine. Il entre au conseil général en 1970, et en devient vice-président. Candidat suppléant aux élections législatives de 1973 dans la 4e circonscription du Gard en tandem avec Robert Verdier, il est battu par Gilbert Millet.
Élu sénateur en 1988 à la suite de la démission de Georges Benedetti, il est réélu l'année suivante. Entretemps, il est président du Comité départemental du tourisme et de l'Office HLM du Gard durant dix ans (1983-1993), devenant ainsi l'un des hommes forts du département. C'est cette première fonction qui lui vaut d'être « épinglé » par la Cour des comptes. Gilbert Baumet, président du Conseil général, décide alors de reprendre la gestion de l'Office HLM. 
En 1994, il reçoit la médaille de bronze de Florian.
C'est alors que Claude Pradille est mis en examen pour « faux, corruption et subornation de témoin » le 28 septembre 1994. Son immunité parlementaire est levée le 24 décembre suivant, pour « mise en examen et détention dans une affaire d'abus de confiance et de corruption passive ». Il est condamné en juillet 1995 à trois ans d'emprisonnement et d'inéligibilité, et 300 000 francs d'amende. Sa déchéance de son mandat de sénateur est constatée par le Conseil constitutionnel le 11 septembre 1997.
En 1994, face à Lévy Bourrelly, Gérard Guérin et Jean-Yves Metge, il remporte sa dernière élection, une partielle dans le canton de Sauve.
En 2019, il est condamné à deux ans de prison ferme pour avoir organisé son insolvabilité. 
Claude Pradille, franc-maçon, a été membre de la loge nîmoise du Grand Orient de Nîmes. Après en avoir été exclu, il a été réintégré à l'initiative de son frère Pierre et du syndicaliste Yves Fontalba. Il est en revanche demeuré secrétaire de la section socialiste sauvaine.
Sa petite-fille est candidate sur la liste « Réveiller l'Europe » (PS-Place publique, n°62) à l'occasion des élections européennes de 2024 en France.

## Mandats
- Maire de Sauve (1988-1995)
- Sénateur du Gard (1988-1997)
- Conseiller général du Canton de Sauve (1970-1995)
- Ancien Vice-président du Conseil général du Gard